# Salomon Brothers
Salomon Brothers è stata una banca d'affari di Wall Street, una delle prime cinque maggiori banche d'investimento degli Stati Uniti e la più redditizia durante gli anni '80 e '90. Il responsabile dell'epoca, John Gutfreund, era soprannominato "il re di Wall Street".

## Storia
La banca fu fondata nel 1910 come società di persone da tre fratelli, Arthur, Herbert e Percy Salomon, insieme con un impiegato, Ben Levy.
Negli anni settanta Salomon Brothers era una delle più grandi merchant banks del mondo.
All'inizio degli anni ottanta la casa bancaria fu acquisita dalla società di commercio di materie prime Phibro Corporation e trasformata in società per azioni con il nome di Salomon Brothers Inc..
In quel decennio la politica neoliberista di Ronald Reagan (la cosiddetta "Reaganomics") aveva innescato uno spettacolare calo del tasso d'interesse che durò vent'anni. Salomon Brothers divenne il principale operatore sul debito pubblico americano e i profitti realizzati furono subito notevoli. La banca lavorava in modo innovativo su tutti i mercati: fra l'altro organizzò il primo swap sui tassi d'interesse multivalutario a ricevere una certa pubblicità (nel 1981, fra la Banca Mondiale e l'IBM) e inventò la cartolarizzazione dei crediti da mutuo ipotecario (mortgage backed securities).
Gli operatori della banca si erano dati il soprannome di Big Swinging Dicks e avevano creato tutta una mitologia del rischio, di cui era tipicamente parte l'abitudine di dedicare i tempi morti, giocando somme considerevoli, a partite di liar's poker sui numeri di serie dei biglietti di banca. Essi hanno ispirato il romanzo di Tom Wolfe Il falò delle vanità e il libro autobiografico di Michael Lewis Liar's Poker.
Nel 1991 Salomon Brothers fu colta in flagrante aggiotaggio ad un'asta di titoli del Tesoro americano. L'ammenda inflitta fu considerevole e molti dirigenti furono condannati all'interdizione dall'esercizio delle professioni finanziarie.
Il maggiore azionista, Warren Buffett, sostituì la dirigenza. In seguito la banca si fuse con Smith Barney, diventando Salomon Smith Barney.
Nel 1992 da Robert "Bob" Lamoureux venne creato il FIX per le transazioni azionarie tra Fidelity Investments e Salomon Brothers, ora diventato lo standard de facto per le transazioni finanziarie.
Nel 1997 la Salomon fu acquisita dal Travelers Group che l'anno successivo fu a sua volta incorporato da Citigroup.
Il nome Salomon Brothers rimase alla banca di investimenti del gruppo Citigroup. La Banca attraversò, tuttavia, nuovi scandali durante i primi anni duemila e dovette accettare di patteggiare degli accordi con le autorità di controllo.
In conseguenza di questi fatti, che avevano appannato la reputazione della banca, il nome Salomon Brothers fu abbandonato nel 2003.

## Persone legate aSalomon Brothers
- Lloyd Blankfein, CEO di Goldman Sachs
- Michael Bloomberg, imprenditore e ex-sindaco di New York
- Warren Buffett, presidente, CEO e azionista di maggioranza di Berkshire Hathaway
- Thomas DiBenedetto, ex-presidente della Roma
- Arminio Fraga, ex-governatore della Banca Centrale del Brasile
- Michael Lewis, giornalista investigativo ed autore di Liar's Poker
- John Lipsky, ex-facente funzioni di direttore operativo del Fondo Monetario Internazionale
- Roberto Nicastro, direttore generale dell'Unicredit Group
- Myron Scholes, premio Nobel per l'economia
- James Wolfensohn, ex-presidente della Banca Mondiale